# Stylodipus
A Stylodipus az emlősök (Mammalia) osztályának a rágcsálók (Rodentia) rendjébe, ezen belül az ugróegérfélék (Dipodidae) családjába tartozó nem.

## Rendszerezés
A nembe az alábbi 3 faj tartozik:
- Stylodipus andrewsi G. M. Allen, 1925 – típusfaj
- Stylodipus sungorus Sokolov & Shenbrot, 1987
- Stylodipus telum Lichtenstein, 1823